# همس القلب
همس القلب (耳をすませば ميمي أو سماسيبا، "لو استمعت من قرب") و(بالإنجليزية: Whisper of the Heart، همس القلب) فيلم رسوم متحركة ياباني (أنمي) أنتج عام 1995 من إخراج يوشيفومي كوندو وكتابة هاياو ميازاكي معتمداً على مانجا بنفس العنوان نشرت سنة 1989، فيما قام بتنفيذ الرسوم الكرتونية إستديو جيبلي. وقد كان أول فيلم ينتجه أستديو جيبلي مع إخراج شخص غير هاياو ميازاكي أو إيزاو تاكاهاتا.
فيلم «همس القلب» هو الفيلم الوحيد الذي يخرجه كوندو لاستديو جيبلي قبل وفاته سنة 1998. وقد كان الإستديو يرجو أن يكون كوندو خليفة ميازاكي وتاكاهاتا.

## القصة
شيزوكو تسوكيشيما، فتاة في الرابعة عشر من عمرها، طالبة في مدرسة موكايهارا الثانوية، تعيش في طوكيو مع والديها أساكو وسيا، وأختها شيهو. شيزوكو دودة كتب وتهوى الكتابة أيضاً، تستعير الكتب دائماً من مكتبة مدرستها الثانوية، وفي أحد المرات لاحظت في بطاقة استعارة الكتاب اسم «سيجي أماساوا»، وقد تكرر هذا الاسم في كثير من الكتب التي استعارتها. وخلال الأيام التالية تتعرف على شاب من المدرسة يتضح لاحقا أنه هو سيجي.
تتعرف شيزوكو على سيجي أكثر ويصبحان صديقين، وقد كانت بالصدفة قد تعرفت على جده الذي يملك محلاً للأثريات والساعات، تكتشف شيزوكو أن سيجي يهوى صناعة آلة الكمان، وهو جاد في هوايته لدرجة أنه سيسافر شهرين إلى إيطاليا لتعلم هذه الصناعة، وهنا تبدأ شيزوكو بمقارنة نفسها بسيجي، وتخوض مرحلة فكرية تحاول فيها أن تقرر مستقبلها، ولأنها مهتمة بالكتابة تقرر أن تبدأ بالتأليف، ولذلك جهزت نفسها واستعارت كثيرا من الكتب.
وعندما عاد سيجي كانت شيزوكو قد انتهت لتوها من كتابة القصة.

## الموسيقى
موسيقى الفيلم ألفها يوجي نومي، ولعدة مرات خلال الفيلم، تترجم شيزوكو أغنية جون دنفر «تيك مي هوم، كونتري رودز» للغة اليابانية كي تقدمها لنادي الإنشاد في مدرستها. كتبت أيضاً نسختها الظريفة الخاصة من الأغنية، وأسمتها «كونكريت رودز» عن موطنها في غرب طوكيو. الأغاني ترجمتها في الحقيقة ماميكو ابنة المنتج توشيو سوزوكي مع كتابة هاياو ميازاكي لنصوص إضافية. تلعب هذه الأغاني دوراً في مراحل عدة من القصة.

## روابط خارجية
- همس القلب على موقع IMDb (الإنجليزية)
- همس القلب على موقع ميتاكريتيك (الإنجليزية)
- همس القلب على موقع روتن توميتوز (الإنجليزية)
- همس القلب على موقع نتفليكس (الإنجليزية)
- همس القلب على موقع ألو سيني (الفرنسية)
- همس القلب على موقع Turner Classic Movies (الإنجليزية)
- همس القلب على موقع أول موفي (الإنجليزية)
- همس القلب على موقع فيلمافينيتي (الإسبانية)
- همس القلب على موقع قاعدة بيانات الفيلم (الإنجليزية)
- همس القلب على موقع ليتربوكسد (الإنجليزية)